# Жаркудук
Жаркудук (каз. Жарқұдық) —  упразднённое село в Сарысуском районе Жамбылской области Казахстана. Входило в состав Байкадамского сельского округа. Упразднено в 2019 г. Код КАТО — 316033300. 

## Население
В 1999 году население села составляло 177 человек (93 мужчины и 84 женщины). По данным переписи 2009 года, в селе проживало 237 человек (121 мужчина и 116 женщин).